# Fables (fumetto)
Fables è una serie di fumetti pubblicata dalla Vertigo, divisione editoriale della DC Comics, creata e scritta da Bill Willingham. Prende luogo in una continuity propria che è slacciata da quella più grande della DC Comics. La serie tratta di vari personaggi appartenenti alle fiabe e al folklore che sono stati costretti ad abbandonare le loro terre natie da un misterioso nemico conosciuto come l'Avversario. Essi viaggiano fino al nostro mondo e formano una comunità clandestina a New York nota come Favolandia. I personaggi delle favole con un aspetto non-umano devono vivere nella Fattoria, sita nella parte settentrionale di New York.
Willingham ha reinterpretato molti dei personaggi, fatto reso evidente dal divorzio tra Biancaneve e il Principe Azzurro dovuto all'infedeltà da parte di quest'ultimo (che poi, coerentemente con la sua fama, ha "salvato" e sposato altre fanciulle, la Bella Addormentata e Cenerentola, dalle quali ha successivamente divorziato). La prima invece, all'inizio della serie, è vicesindaco di Favolandia. Un altro protagonista è Luca Wolf (il lupo cattivo delle fiabe), che ha avuto il condono sui passati crimini (come tutti i personaggi, d'altro canto) e avendo guadagnato la capacità di assumere un aspetto umano dopo l'esodo dal suo mondo natio grazie ad un intervento di Biancaneve, per il suo (apparente) cinismo e conoscenza delle "cose del mondo", è stato chiamato a rivestire il ruolo di sceriffo a Favolandia fino dall'inizio della serie.
I primi archi narrativi sono di generi differenti: il primo è un giallo, il successivo un thriller cospirativo e l'altro una storia che narra di criminali. Recentemente Willingham ha collegato esplicitamente la sua serie ad una posizione politica pro-Israele, dichiarando "Politicamente, sono fanaticamente pro-Israele e ciò, sotto forma di metafora, era voluto dall'inizio.".
Diversi disegnatori hanno lavorato su questo titolo. Le copertine sono realizzate da James Jean. La gran parte dei disegni è firmata da Mark Buckingham, al quale, stando a quanto si dice, verranno date le redini della storia in caso Willingham fosse incapace di continuare la storia. Gli altri artisti sono: Bryan Talbot, Lan Medina, Philip Craig Russell e Linda Medley.
Il luglio del 2006 ha visto il debutto di una serie spin-off, Jack of Fables, incentrato su Jack Horner. La serie è stata scritta da Willingham insieme all'ex autore di Clockwork Storybook, Matthew Sturges. Sono seguiti altri spin-off ambientati in punti diversi della trama principale, come quelli dedicati a Cenerentola e alle altre donne delle fiabe, come Bella e Raperonzolo.
Le 1001 notti di neve è un prequel di Fables scritto da Willingham. È stato pubblicato il 18 ottobre 2006.
Nel 2021 è stata annunciata la continuazione della serie, che aveva visto la sua fine nel 2015, con lo spin-off crossover Batman Vs. Luca Wolf: Un Lupo a Gotham e Fables - La Foresta Nera, che ne rappresenta il seguito diretto che non considera gli eventi di Fables - Everafter.

## Volumi
La serie è stata pubblicata in italiano in volumi che riprendono le raccolte statunitensi originali, basate sugli archi narrativi della serie. Inizialmente le edizioni sono state curate dalla casa editrice Magic Press, alla quale sono succedute Planeta DeAgostini, RW Lion e infine Panini Comics:

### Volumi uguali in tutte le edizioni
1. Fiabe in esilio (Magic Press)
2. La fattoria degli animali (Magic Press, raccolto e pubblicato dalla Planeta DeAgostini insieme al primo in un unico volume dal nome Fiabe in esilio)
3. Un amore da favola (Planeta DeAgostini)
4. La marcia dei soldatini di legno (Planeta DeAgostini)
5. Stagioni difficili (Planeta DeAgostini)
6. Terre natie (Planeta DeAgostini)
7. Fiabe d'Arabia (Planeta DeAgostini)
8. Lupi (Planeta DeAgostini)
9. Figli dell'impero (Planeta DeAgostini)
10. Il Buon Principe (Planeta DeAgostini)
11. La guerra dei mille mondi (Planeta DeAgostini)
12. L'Età Oscura (Planeta DeAgostini)
13. Il grande incontro delle fiabe (Planeta DeAgostini)
14. Streghe (Planeta DeAgostini)
15. Rosa Rossa (Planeta DeAgostini)
16. Super-gruppo (Planeta DeAgostini)
17. L'eredità del Vento (Lion Comics)
18. Cuccioli nel paese dei Balocchi (Lion Comics)
19. Bianca Neve (Lion Comics)
20. Camelot (Lion Comics)

### Edizione Lion Comics
- 21 E Vissero... (Lion Comics)
- 22 ...Per sempre... (Lion Comics)
- 23 Felici e contenti (Lion Comics)

### Edizione Panini Comics
- 21 Per sempre felici e contenti (Panini Comics)
- 22 Addio (Panini Comics)
- 23 La Foresta Nera Parte 1 (Panini Comics)
- 24 La Foresta Nera Parte 2 (Panini Comics)

### Spin-off
- Fables: Le 1001 notti di neve (Planeta DeAgostini)
- Fables: Lupi mannari americani (Lion Comics)
- Batman Vs. Luca Wolf: Un Lupo a Gotham (Panini Comics)

#### Cenerentola
1. Da Favolandia con amore (Planeta DeAgostini)
2. Le Fiabe Sono Per Sempre (Lion Comics)

#### Jack of Fables
1. La quasi grande fuga (Planeta DeAgostini)
2. Jack di cuori (Planeta DeAgostini)
3. Il cattivo principe (Planeta DeAgostini)
4. Americana (Planeta DeAgostini)
5. Girare pagina (Planeta DeAgostini)
6. Le grandi cronache della guerra (Planeta DeAgostini)
7. Le nuove avventure di Jack e Jack (Planeta DeAgostini)
8. I Signori del Cielo e Della Terra (Planeta DeAgostini)
9. Fine (Planeta DeAgostini)

#### Fairest
1. La bella risvegliata (Lion Comics)
2. Il reame nascosto (Lion Comics)
3. Il ritorno del Maharaja (Lion Comics)
4. Uomini e Topi (Lion Comics)
5. Glamour (Lion Comics)
6. Fairest: In tutto il reame (Lion Comics)

#### Il lupo tra noi
1. Fables: Il lupo tra noi - n°1  (Lion Comics)
2. Fables: Il lupo tra noi - n°2  (Lion Comics)
3. Fables: Il lupo tra noi - n°3  (Lion Comics)
4. Fables: Il lupo tra noi - n°4  (Lion Comics)

#### Fables - Everafter
1. Protocollo Pandora (Lion Comics)
2. Educazione (Poco) Sentimentale (Lion Comics)

## Altri media
Il 4 giugno 2013 è stata annunciata una trasposizione cinematografica, diretta da Nikolaj Arcel e sceneggiata da Jeremy Slater.
L'11 ottobre 2013 la casa produttrice Telltale Games ha pubblicato un videogioco tratto dalla serie narrante gli eventi precedenti ad essa, The Wolf Among Us, sempre a cura di Bill Willingham. Il gioco, pubblicato per Microsoft Windows, Xbox 360, Xbox One, PlayStation 3, PlayStation 4, iOS e PlayStation Vita, è diviso in episodi pubblicati periodicamente e acquistabili tramite i negozi online delle console, presenta un sistema di gioco in terza persona, ricalcando parzialmente il punta e clicca. Il giocatore impersona Bigby Wolf (il "Luca Wolf" del fumetto), incaricato insieme alla sua collega Biancaneve di indagare su una serie di omicidi che ha coinvolto la comunità di Favolandia. La trama si svolge in base alle scelte del giocatore, che condizioneranno lo sviluppo dell'intera storia.